# Соревнования «Дружба-84» по фехтованию
Соревнования «Дружба-84» по фехтованию прошли с 15 по 20 июля в Будапеште (Венгрия). Было разыграно 6 комплектов наград у мужчин и 2 у женщин.

## Медалисты

### Мужчины
| Дисциплина                    | Золото                                                                                      | Серебро                                                                  | Бронза                                                                                 |
| Шпага (личное первенство)     | Эрнё Кольцонаи Венгрия                                                                      | Андре Кюнемунд ГДР                                                       | Роберт Фелисяк Польша                                                                  |
| Шпага (командное первенство)  | Польша Роберт Фелисяк Лешек Сворновский Людомир Хроновский Мариуш Стшалка Войцех Мроз       | ГДР Уве Проске Томас Билер Андреас Герлах Уве Козловски Андре Кюнемунд   | СССР Александр Можаев Леонид Дунаев Михаил Тишко Андрус Каяк Виталий Агеев             |
| Рапира (личное первенство)    | Владимир Апциаури СССР                                                                      | Гильермо Бетанкур Куба                                                   | Богуслав Зых Польша                                                                    |
| Рапира (командное первенство) | СССР Александр Романьков Владимир Апциаури Владимир Лапицкий Борис Корецкий Анвар Ибрагимов | Венгрия Роберт Гатаи Пал Секереш Жолт Эршек Иштван Селеи                 | Польша Богуслав Зых Вальдемар Чижельчик Мариан Сыпневский Адам Робак Пётр Келпиковский |
| Сабля (личное первенство)     | Михаил Бурцев СССР                                                                          | Андрей Альшан СССР                                                       | Васил Этропольски Болгария                                                             |
| Сабля (командное первенство)  | СССР Виктор Кровопусков Михаил Бурцев Андрей Альшан Георгий Погосов Сергей Миндиргасов      | Венгрия Йожеф Варга Имре Буйдошо Имре Гедёвари Ласло Чонгради Петер Абай | Польша Тадеуш Пигула Яцек Берковский Дариуш Вудке Януш Олех Анджей Костжева            |

### Женщины
| Дисциплина                    | Золото                                                            | Серебро                                                                            | Бронза                                                                        |
| Рапира (личное первенство)    | Гертруд Штефанек Венгрия                                          | Беата Гётце ГДР                                                                    | Эдит Ковач Венгрия                                                            |
| Рапира (командное первенство) | Венгрия Гертруд Штефанек Эдит Ковач Жужанна Яноши Каталин Дьёрффи | СССР Валентина Сидорова Ирина Ушакова Ольга Величко Ольга Вощакина Ольга Кислякова | ГДР Беата Гётце Эльке Герстенбергер Манди Никлаус Габриелла Янке Симона Рипер |

### Медальный зачёт
| Место | Страна   | Золото | Серебро | Бронза | Всего |
| ----- | -------- | ------ | ------- | ------ | ----- |
| 1     | СССР     | 4      | 2       | 1      | 7     |
| 2     | Венгрия  | 3      | 2       | 1      | 6     |
| 3     | Польша   | 1      | 0       | 4      | 5     |
| 4     | ГДР      | 0      | 3       | 1      | 4     |
| 5     | Куба     | 0      | 1       | 0      | 1     |
| 6     | Болгария | 0      | 0       | 1      | 1     |
| Всего | Всего    | 8      | 8       | 8      | 24    |